# Idioma wiradjuri
El idioma wiradjuri ( /wəˈrædʒʊri/; muchas otras grafías, véase Wiradjuri) es una lengua pama-ñungana del subgrupo de lenguas wiradhúricas. Es el idioma tradicional del pueblo Wiradjuri de Australia. Se está produciendo un renacimiento progresivo, y el idioma se enseña en las escuelas. Wiraiari y Jeithi pueden haber sido dialectos.

## Reclamación
El idioma Wiradjuri se enseña en escuelas primarias, escuelas secundarias y en TAFE en las ciudades de Parkes y Forbes y Condobolina. Las escuelas de Wiradjuri del norte como Peak Hill, Dubbo (varias escuelas), Narromine, Wellington, Gilgandra, Trangie, Geurie reciben clases de Wiradjuri de AECG. Educadores de Lengua y Cultura. Todas las lecciones incluyen australianos indígenas y no indígenas. A partir de 2017, el idioma también se enseña en Young, donde se ha observado que tiene un impacto positivo en la cantidad de alumnos que se identifican a sí mismos como aborígenes. La Charles Sturt University también ofrece un curso de dos años sobre el idioma, el patrimonio y la cultura Wiradjuri, que se centra en la recuperación del idioma. Este curso, que comenzó en 2014, fue desarrollado por Wiradjuri Elder, Dr. Stan Grant Senior, como parte de su Proyecto de Recuperación del Patrimonio Cultural y la Lengua Wiradjuri.

### Diccionario
El proceso de recuperación del idioma se vio favorecido en gran medida por la publicación en 2005 de A First Wiradjuri Dictionary. por el anciano Dr. Stan Grant Senior y el académico Dr. John Rudder. Rudder describió el diccionario: "El Wiradjuri Dictionary tiene tres secciones principales en poco más de 400 páginas B5. Las dos primeras secciones, de inglés a Wiradjuri y de Wiradjuri a inglés, tienen alrededor de 5000 entradas cada una. La tercera sección enumera los nombres de las cosas agrupadas en categorías. como animales, pájaros, plantas, clima, partes del cuerpo, colores. Además de esas secciones principales, el diccionario contiene una introducción a la pronunciación precisa, una gramática básica del idioma y una variedad de tipos de oraciones de muestra". Una edición revisada, holding over 8,000 words, was published in 2010 y lanzado en Wagga Wagga, con el lanzamiento descrito por el miembro del distrito electoral de Wagga Wagga al Parlamento de Nueva Gales del Sur. Una aplicación móvil basada en el libro también está disponible para iOS, Android y una versión web. Una Gramática del lenguaje wiradjuri fue publicada en 2014.